# Hoekelumse Eng
Hoekelumse Eng is een sportpark in de Gelderse plaats Ede.
Het sportpark is aangelegd in het midden van de jaren 80 van de 20ste eeuw. Het wordt begrensd door de rijksweg A12 in het zuiden, de wijk Maandereng in het westen, de wijk Ede-Zuid in het noorden en het landgoed Hoekelum met het gelijknamige kasteel in het oosten.
Er zijn zes voetbalvelden, een honkbalveld en een atletiekbaan.

## Clubs
Op het park zijn de volgende sportverenigingen gevestigd:
- Voetbalvereniging FC Jeugd '90
- Voetbalvereniging KSV Fortissimo
- Voetbalvereniging VV Ede/Victoria
- Atletiekvereniging CAV Climax
- Honk- en softbalbalvereniging BSV Moorfielders
- Jeu de boulesvereniging Maboule